# Triangle Square
Triangle Square (también conocida como Two Left Turns) es una película de comedia de 1998, dirigida por Jeff Terry Anderson, que a su vez la escribió junto a Donny Terranova, musicalizada por Stoker and Mosher, en la fotografía estuvo Royce Allen Dudley y los protagonistas son Donny Terranova, Matthew Lillard y Jon Cellini, entre otros. El filme fue realizado por Cornerbrook Films, se estrenó en 1998.

## Sinopsis
Linc Wilcox vuelve a casa para el velatorio de su progenitor y se da cuenta de que está enamorado de la hermana de su mejor amigo.